# Pixel 4a
Pixel 4a та Pixel 4a (5G) — Android-смартфони, розроблені компанією Google, що є спрощеними версіями Pixel 4 та Pixel 4 XL. Pixle 4a був анонсований 3 серпня 2020 року, а Pixel 4a (5G) — 30 вересня 2020 року.

## Дизайн

Схематичне зображення задньої панелі Pixel 4a

Екран виконаний зі скла Corning Gorilla Glass 3. Корпус смартфонів виконаний з матового пластику.
Знизу знаходяться роз'єм USB-C, динамік та стилізований під динамік мікрофон. Зверху розташовані другий мікрофон та 3.5 мм аудіороз'єм. З лівого боку розташований слот під 1 SIM-картку. З правого боку знаходяться кнопки регулювання гучності та кнопка блокування смартфону, що виділена зеленим кольором. Сканер відбитку пальця знаходиться на задній панелі.
Pixel 4a продається в кольорах Just Black (Просто чорний) Barely Blue (Ледве синій).
Pixel 4a (5G) продається виключно в кольорі Just Black (Просто чорний).

## Технічні характеристики

### Платформа
Pixel 4a отримав процесор Qualcomm Snapdragon 730G та графічний процесор Adreno 618.
Pixel 4a (5G) отримав процесор Qualcomm Snapdragon 765G та графічний процесор Adreno 620.

### Акумулятор
Pixel 4a отримав акумуляторну батарею об'ємом 3140 мА·год, а Pixel 4a (5G) — 3885 мА·год. Також обидві моделі мають підтримку 18-ватної швидкої зарядки.

### Камера
Pixel 4a отримав основну камеру 12.2 Мп, f/1.7 (ширококутний) з оптичною стабілізацією та автофокусом Dual Pixel.
Pixel 4a (5G) отримав основну подвійну камеру 12.2 Мп, f/1.7 (ширококутний) з оптичною стабілізацією та автофокусом Dual Pixel + 16 Мп, f/2.2 (надширококутний).
Основна камера обох моделей моє можливість запису відео в роздільній здатності 4K@30fps. Крім цього фронтальна камера обох смартфонів отримала роздільність 8 Мп, світлосилу f/2.0 (ширококутний) та здатність запису відео в роздільній здатності 1080p@30fps. Google також пропонує необмежене хмарне сховище для зберігання фотографій в «високій якості»; зберігання в оригінальній роздільності вимагає від користувачів оплати Google One.

### Екран
Смартфони отримали OLED-екран, FullHD+ (2340 × 1080) зі співвідношенням сторін 19.5:9, підтримкою HDR та круглий виріз під фронтальну камеру у верхньому лівому кутку.
Дисплей Pixel 4a має 5.81" та щільність пікселів 443 ppi, Pixel 4a (5G) отримав екран  OLED,— 6.2" та 413 ppi відповідно.

### Пам'ять
Смартфони продаються з 6 ГБ оперативної пам'яті типу LPDDR4X та 128 ГБ вбудованої пам'яті типу UFS 2.1.

### Програмне забезпечення
Pixel 4a був випущений на Android 10 та Google Камерою версії 7.4, а Pixel 4a (5G) — на Android 11 та Google Камерою версії 7.5. Обидва смартфони будуть 3 роки гарантовано отримувати важливі оновлення ОС аж до 2023 року та мають функції, такі як Call Screen та додаток Personal Safety. Pixel 4a був оновлений до Android 13, а Pixel 4a (5G) — до Android 14.